# Janīna Kursīte-Pakule
Janīna Kursīte-Pakule (ur. 2 marca 1952 w miejscowości Arendole w rejonie prelskim) – łotewska profesor i wykładowczyni, badaczka folkloru łotewskiego, w latach 2008–2022 posłanka na Sejm Republiki Łotewskiej. 

## Życiorys
W związku z „działalnością antysowiecką” w okresie licealnym nie została przyjęta na studia w Łotewskim Uniwersytecie Państwowym im. Pēterisa Stučki. Rozpoczęła naukę w Uniwersytecie w Tartu, a po przeniesieniu na uczelnię ryską ukończyła studia filologiczne w LVU (1976). Specjalizuje się w badaniu folkloru łotewskiego, ze szczególnym uwzględnieniem rodzinnej Łatgalii oraz Kurlandii, zajmuje się także tematyką liwską, diasporą łotewską na Wschodzie oraz mniejszościami etnicznymi na Łotwie. W 1993 roku uzyskała habilitację. Była dziekanem Wydziału Filologii Uniwersytetu Łotewskiego (1997–2006) oraz profesorem Łotewskiej Akademii Kultury (1992–2006). 
Jest akademikiem Łotewskiej Akademii Nauk oraz członkiem Związku Pisarzy. Zasiada w kolegiach redakcyjnych czasopism naukowych: „Acta Baltica” (Litwa), „Acta Baltico-Slavica” (Polska), „Folklore” (Estonia), „Letonica” (Łotwa), „Studia Mythologica Slavica” (Słowenia). Działa w Komisji Projektowania Monet Banku Łotewskiego oraz Komisji Języka Państwowego. Jest autorką książek poświęconych językowi łotewskiemu, m.in.: „Novadu vārdene” (2007), „Tautlietu vārdene” (2009). Napisała scenariusze do filmów dokumentalnych: „Mālu maģija”, „Latvijas novadu valoda: Kurzeme un Latgale” i „Latvijas Zilie kalni un Zilā kalna Marta”. Jest członkiem władz stowarzyszenia „Łotwa dla Tybetu” (Latvija Tibetai), w kadencji 2006–2010 zasiadała w parlamentarnej grupie na rzecz Tybetu. 
W wyborach w 2006 bez powodzenia ubiegała się o mandat poselski z ramienia TB/LNNK w okręgu Łatgalia, który uzyskała 27 listopada 2008, wiążąc się jednocześnie z frakcją nowego ugrupowania pod nazwą Związek Obywatelski. 
W wyborach w 2010 i 2011 uzyskała reelekcję do Sejmu X i XI kadencji z listy „Jedności” w okręgu Kurlandia. W czerwcu 2014 ogłosiła odejście z Vienotīby. W tym samym miesiącu przystąpiła do partii Zjednoczenie Narodowe „Wszystko dla Łotwy!” – TB/LNNK. W wyborach w 2014 uzyskała mandat posłanki na Sejm XII kadencji z listy narodowców. Po raz kolejny została wybrana do Sejmu w wyborach w 2018. Nie uzyskała reelekcji w wyborach w 2022.
Jest wdową, ma syna.